# Carl Jacob Lindström
Carl Jacob Lindström, född 8 april 1800 i Linköping, Östergötland, död troligen 1841 i Neapel, var en svensk konstnär.
Han var son till tullvaktmästaren Nils Lindström och Kristina Ulrica Nyqvist och var troligen ogift.
Lindström studerade vid Linköpings trivialskola och gymnasium med lärde sig teckna av kyrkoherden Nils Mobeck. Tack vare ett bidrag på 2 riksdaler banko per vecka från dåvarande biskopen i Linköping Carl von Rosenstein kunde han börja studera vid Konstakademin i Stockholm. Han erhöll 1817 en jetong som belöning från akademin och är noterad  som närvarande vid akademin 1818—1822. Han medverkade även i två av Götiska förbundets utställningar 1818 och 1820. Han lämnade utan att ha avslutat sina studier vid akademin 1822 och flyttade till Italien 1822, orsaken till flytten uppenbarades senare, då en värdshusflicka nedkom med en son som fick hans namn. 
Som ressällskap hade Lindström konstnärskamraten Alexander Malmqvist, och resan gick över Hamburg och Paris till Rom, dit de anlände 1823. För det mesta färdades de till fots, bland annat över Alperna. I Rom uppsökte de skulptören Niklas Byström i dennes Villa Malta. Där kom han i kontakt med etsaren Hjalmar Mörner som kom att betyda mycket för Lindström som grafiker.
"I brev till Bernhard von Beskow omtalade Byström, att de båda ynglingarna anlänt alldeles utan pengar — och jag vet ej om med talang. I ett senare brev berättade Byström roat, att de upphöjt sin värd till värdigheten att vara deras bankir, men han undrade om man i Sverige kunde hjälpa dem att få beställningar på kopior eller samla ihop respengar hem.
Lindström stannade emellertid kvar i Rom och kom så småningom att bli den svenska konstnär i sin tid som var mest känd i Italien. Omkring 1830 flyttade han till Neapel, där han stannade till sin död, och där även hans mest populära verk kom till.
Hans konst består av italienska vedutor i akvarell och tecknade karikatyrer, från Lindströms år i Rom finns ett flertal karikatyrer, en återkommande figur är den tyske poeten Wilhelm Waiblinger, en annan karikatyr ingår i en serie föreställande fyra konstnärer från fyra olika länder varav en lär enligt traditionen avbilda den populäre italienske etsaren Bartolomeo Pinelli, som var en synnerligen produktiv konstnär.
I Neapel tillkom Lindström mest kända verk och två album med etsningar, Panorama delle scene popolari di Napoli 1832 och Costumi vestiture napolitani 1836 (kostymteckningar). 
För den svenska publiken uppmärksammades Lindström först då en del av hans italienägda verk ställdes ut på en utställning i Rom 1932.
Lindström är representerad vid Nationalmuseum med en serie om dödsdansen i 24 blad.